# エルサレム攻囲戦 (1099年)
エルサレム攻囲戦（エルサレムこういせん、英: Siege of Jerusalem）は、1099年6月7日から7月15日まで、聖地エルサレムを舞台に戦われた、第1回十字軍の主要な攻城戦の一つ。最終的には十字軍がファーティマ朝軍を破り、聖地を占領することに成功した。

## 背景
1098年6月にアンティオキア攻囲戦を成功裏に終えたものの、十字軍は半年以上アンティオキア周辺のシリア北西部から先に進まなかった。対立する諸侯同士をまとめる役を担ってきた教皇使節アデマールはアンティオキア陥落後に蔓延した疫病で没し、次の行動をどうすべきかをめぐる諸侯の際限ない諍いを止める者も、行軍の指揮を執る者もいなくなった。タラント公ボエモンは自分がアンティオキアを領有すると言い張り、ブーローニュのボードゥアンはエデッサを占領したまま出てこなくなった。十字軍はアンティオキア周辺の農村や小都市を襲うばかりで、ボエモンらに不満を募らせていたトゥールーズ伯レーモン（レーモン・ド・サンジル）も1098年冬にマアッラ攻囲戦でマアッラを落としたが、貧しい騎士や歩兵や非戦闘員らは、いつまで経ってもエルサレムへ向かわないレーモンらを非難し、諸侯ら抜きで行軍を再開すると脅して突き上げた。

## アルカ攻囲戦
1098年12月末から翌1099年1月初めにかけて、ノルマンディー公ロベールとボエモンの甥のタンクレードが、諸侯の中でも裕福で奉仕に対する対価を払うことのできるレーモンの封臣となることに同意した。一方、ゴドフロワ・ド・ブイヨンは、兄であるブーローニュのボードゥアンが占領したエデッサからの収入を得ていたため、レーモンの封臣になることを拒んだ。ボエモンはアンティオキアにとどまりアンティオキア公となる道を選んだ。
1月5日、レーモンはマアッラの城壁を取り壊し、1月13日にはマアッラを焼き払って南への行軍を再開した。レーモンは巡礼者の装束を着て裸足で歩み、ロベールとタンクレードが続いた。シリア内陸のオロンテス川渓谷を南下する間、大きな抵抗にはほとんど遭うことはなかった。諸都市のムスリム政権は争いを避け、十字軍に補給を行って早く通過してもらうことを望んでいたのであった。

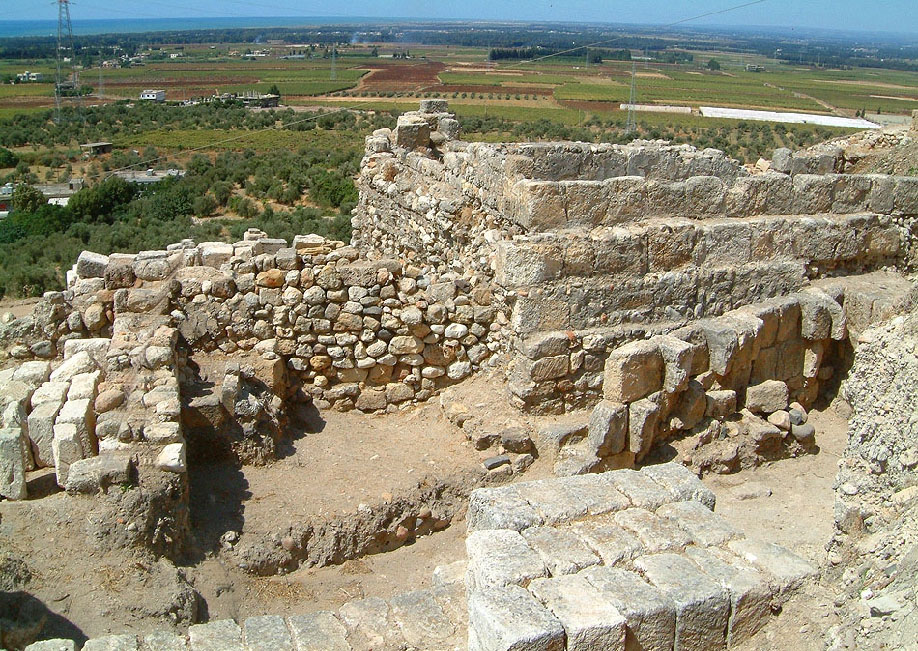
アルカの城壁

レーモンは、ボエモンがアンティオキアを手中に収めたのと同様に、自分も領土を持ちたいと考え、地中海岸の富裕な港湾都市トリポリの占領を企てた。しかしその前に、レーモンはその近くの内陸の町でトリポリに属するアルカ（レバノン）（Arqa、アマルナ文書や旧約聖書にはイルカタ Irqata あるいはアルキテ Arkite の名でも登場する）の攻略から行った。
一方ゴドフロワと、同じくレーモンの封臣となることを拒んだフランドル伯ロベールは、レーモンらとは別行動を取り、ラタキアに残っていた十字軍将兵らと2月に地中海沿いに南下を開始した。アンティオキアのボエモンも一時は彼らとともに行軍したがすぐにアンティオキアに引き返した。タンクレードはレーモンとの原因の伝わらない諍いの後、レーモンの指揮下を離れてゴドフロワ一行に合流している。ゴドフロワ一行に連動した別の分隊の指揮はベアルン子爵ガストンが執った。
ゴドフロワ、ロベール、タンクレード、ガストンらは3月にアルカに着いたが、レーモンによる包囲戦はまだ続いていた。アルカ市民は、アンティオキアやマアッラで市民が十字軍との戦いの末に辿った悲惨な運命を聞き、二の舞になるまいと死に物狂いの抵抗を行っていた。アルカで再び合流した諸侯の間では、不仲から来る緊張が高まった。同時に、聖職者の間でも緊張は高まっていた。教皇使節アデマールの死後、聖職者の指導者も不在となっていた。アンティオキア城内でのペトルス・バルトロメオによる幻視と聖槍発見は十字軍の士気を高めたが、一方でこれをインチキではないかと疑う聖職者は多かった。ついに4月、有力な聖職者のアルヌール（Arnoul de Chocques, Arnulf of Chocques, エルサレム陥落後にカトリック側の初代エルサレム総司教になる人物）がペトルスに対し神明裁判（火の試練）を行ってみよと言った。ペトルスは真実を証明するために火の中をくぐったが、大火傷を負って12日後に没した。レーモンの後ろ盾を受けたペトルスの発見した聖槍は、十字軍内のレーモンに対する権威を高めるものでもあった。そのペトルスが神明裁判に敗れ聖槍も偽物だという話が広まると、レーモンの権威も損なわれた。
アルカ攻囲戦は5月13日まで続いたが、攻める諸侯の著しい不仲と、守る住民の必死の抵抗で、まったく進展がないまま十字軍は攻囲戦をあきらめ包囲を解いた。レーモンの軍はここから海へ出て地中海側を南下し、逆にゴドフロワ・ロベール・タンクレードらは内陸に向かいヨルダン川渓谷を南下した。

## エルサレム攻囲戦

### 聖都への到達
スンニ派でテュルク系のセルジューク朝とパレスチナやシリアを争奪していたエジプトのシーア派王朝ファーティマ朝は、対セルジューク朝の同盟を結ぶため十字軍と和平交渉をすべく、アンティオキアやアルカを包囲する十字軍の陣営に再三使者を送ってはシリア分割占領などを持ちかけていた。その間の1098年夏、ファーティマ朝はアンティオキア陥落によるセルジューク朝の弱体化に乗じ、セルジューク朝系のアルトゥク家からエルサレム市を奪還している。しかし十字軍はあくまでエルサレムへの進軍を主張し、ファーティマ朝の申し入れを無視した。ファーティマ朝のエルサレム司令官であったイフティハール・アッ＝ダウラ（Iftikhar ad-Daula）はパレスチナへの進軍を再開した十字軍に不安を抱き、十字軍に呼応する恐れのあるキリスト教徒市民の追放、郊外の井戸を十字軍に使わせないための毒物の投入、前年の攻囲戦により破壊された城壁の修理、食料の備蓄などを行っている。
5月13日、十字軍のうちレーモンの率いる一団はトリポリに到着し、市の支配者ジャラール・アル＝ムルクは馬や食糧などを与えて十字軍を送り出した。年代記『ゲスタ・フランコルム』（Gesta Francorum, 『フランク人の事蹟』、著者の名は不明）によれば、彼はファーティマ朝からエルサレムを取り返してくれたらキリスト教徒に改宗してもよいとまで言ったという。十字軍は海岸沿いに進み、5月19日にベイルート、5月23日にティールと歓待を受けながら南下し、ナフル・アル＝カラブ（犬の川）を越えてついにファーティマ朝領内に入った。ヤッファから内陸に折れた後、6月3日には住民が退散して無人となったラムラに入った。十字軍はここでエルサレムに入る前に、ラムラ近くのリッダ（Lydda, 聖書ではロード）生まれの聖人で、十字軍内でも人気の高かった聖ゲオルギウスを記念し、当地の聖ゲオルギウス聖堂でカトリックのラムラ＝リッダ司教座を立てている。一方内陸を進むゴドフロワは6月6日、タンクレードとガストンにベツレヘムを占領するよう指示し、タンクレードは自らの軍旗を征服したベツレヘムの生誕教会に掲げた。
こうして6月7日、十字軍はついにエルサレムに到達した。兵士らの多くは、長い戦いの旅の末にようやく見ることのできた聖都に涙したという。

### 包囲

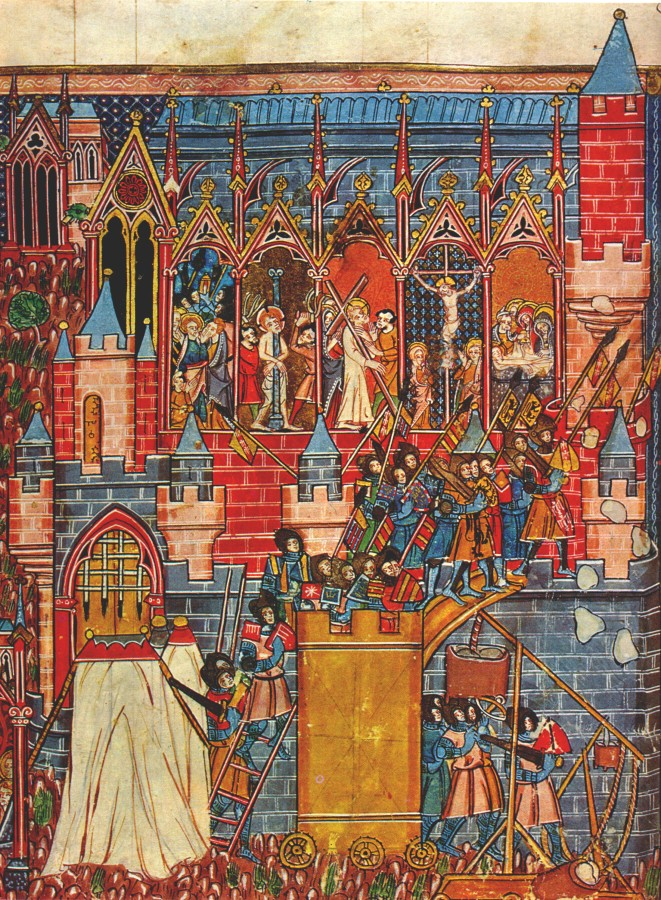
城壁を攻める十字軍

アンティオキアの際と同じく、十字軍は攻城戦の準備を始めた。しかしまたも食糧と水の不足に見舞われ、十字軍兵士は包囲される市民以上に、飢えや渇きに苦しんだ。市内は攻城戦に備えて食糧の備蓄が進められていた反面、十字軍は郊外の農村の井戸が毒で使えなかった。諸侯の十字軍に参加した騎士5,000人ほどのうちこの時残っていたのは1,500人ほどで、歩兵も30,000人ほどいたうち12,000人ほどが健康で残っているだけだった。ゴドフロワ、フランドル伯ロベール、ノルマンディー公ロベール（彼もレーモン率いる軍団を去りゴドフロワの軍団に合流していた）らは市の北側をヤッファ門近くの城塞「ダビデの塔」付近まで包囲し、レーモンらは陣営を市の西側に置き、ダビデの塔からシオン山まで包囲していた。6月13日に行われた城壁への直接攻撃は失敗に終わった。水も食糧もなく、十字軍側では馬も人間もばたばたと死んでゆき、十字軍は不利を悟り始めた。

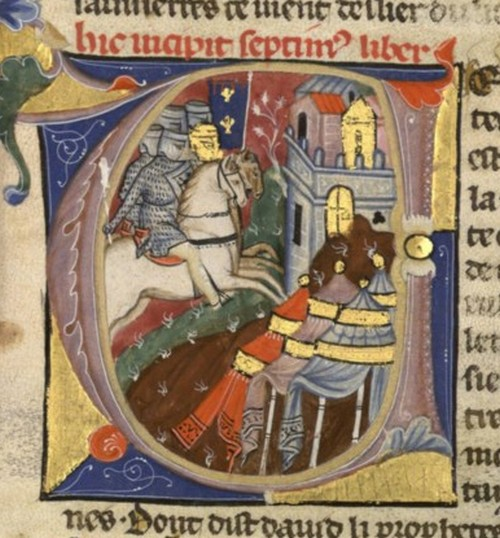
攻める十字軍

最初の攻撃が失敗したちょうどその時、ジェノヴァ共和国のガレー船2隻がヤッファ港に入港し、十字軍は当面の補給を行うことができた。十字軍は同時に、サマリアから攻城塔を組み立てるための木材を徴発し始めた。しかしなおも食糧と水は不足していた。しかも6月末、十字軍はエジプトからファーティマ朝の軍隊が北に向かって行軍していることを知る。

### 裸足の行列
絶体絶命の危機にあった十字軍の士気をよみがえらせたのは、ペトルス・デジデリウス（Peter Desiderius）という司祭が幻視を体験したという話をした時だった。教皇使節アデマールの霊が彼のもとに現れ、ヨシュアがエリコの城壁を崩した故事にちなんで、3日間の断食の後、裸足で市壁の周りを行進すれば、9日以内に城壁は崩れると告げたのであった。
十字軍は3日間の断食（もっとも、すでに食べるものはなかった）を耐え、7月8日にエルサレム城外を巡る裸足の行進を行った。聖職者がトランペットを吹きならし、兵士らが讃美歌を歌って歩く奇妙な光景に、エルサレムの守備兵は当惑し嘲笑った。行進はオリーブ山で止まり、隠者ピエール、アルヌール、レーモン・ダジールらによる説教が行われた。

### 最後の攻撃

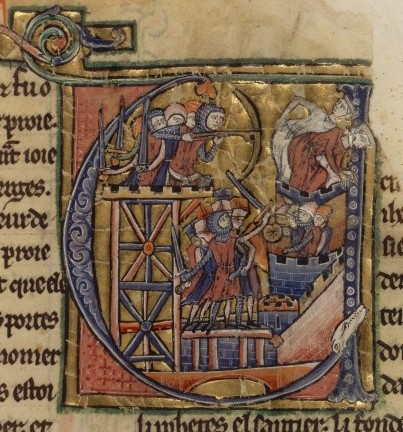
攻城塔の十字軍と城壁の守備兵の戦い

攻城戦の間、十字軍によって城壁に対する攻撃が何度となく行われたが、すべて撃退されていた。グリエルモ・エンブリアコ（Guglielmo Embriaco）率いるジェノヴァ共和国の部隊は、ヤッファで乗ってきた船を解体し、その木材で攻城兵器を作り上げた。攻城塔は城壁に近づき何度も攻撃を加えたが、イフティハール・アッ＝ダウラ率いる守備隊はギリシャ火（石油と硫黄を混合したもの）を攻城塔に浴びせかけ、攻城塔やその上の兵士を炎上させた。7月14日の夜にはジェノヴァ軍の攻城塔が城壁に近づき、守備兵を驚かせて注意を引いた。翌7月15日の朝、守備隊が南側の城壁で攻城塔を焼き払っている頃、イフティハール・アッ＝ダウラのもとに、もう一つの攻城塔によって北から市内に侵入されたという伝令が届いた。ゴドフロワの率いる攻城塔が、エルサレム市北東角の城門近くに接近して兵士を城壁に立たせることに成功したのであった。『ゲスタ・フランコルム』によれば、フランドルのトゥルネーの騎士レタルデ（Lethalde）とエンゲルベルト（Engelbert）の兄弟が城内一番乗りを果たしたという。さらにゴドフロワ、その兄弟のブローニュ伯ウスタシュ、タンクレードらが部下とともに城内に突入した。レーモンの率いる攻城塔は濠に足場を取られて進めなかったが、十字軍が市内北部から次々侵入しているという事態に、守備隊はレーモンに降伏して門を開けた。イフティハール・アッ＝ダウラら残された守備兵と市民は、市の西の要塞「ダビデの塔」に立て篭もって戦い続けたが、レーモンから降伏すれば助命すると勧告を受けた。彼らは約束が破られるのではないかといぶかりながらもこれを受け入れ、結局約束通り無事にアスカロンへと脱出することを許された。しかしその頃、すでに市内では市民に対する殺戮が始まっていた。

## 虐殺

### ムスリム

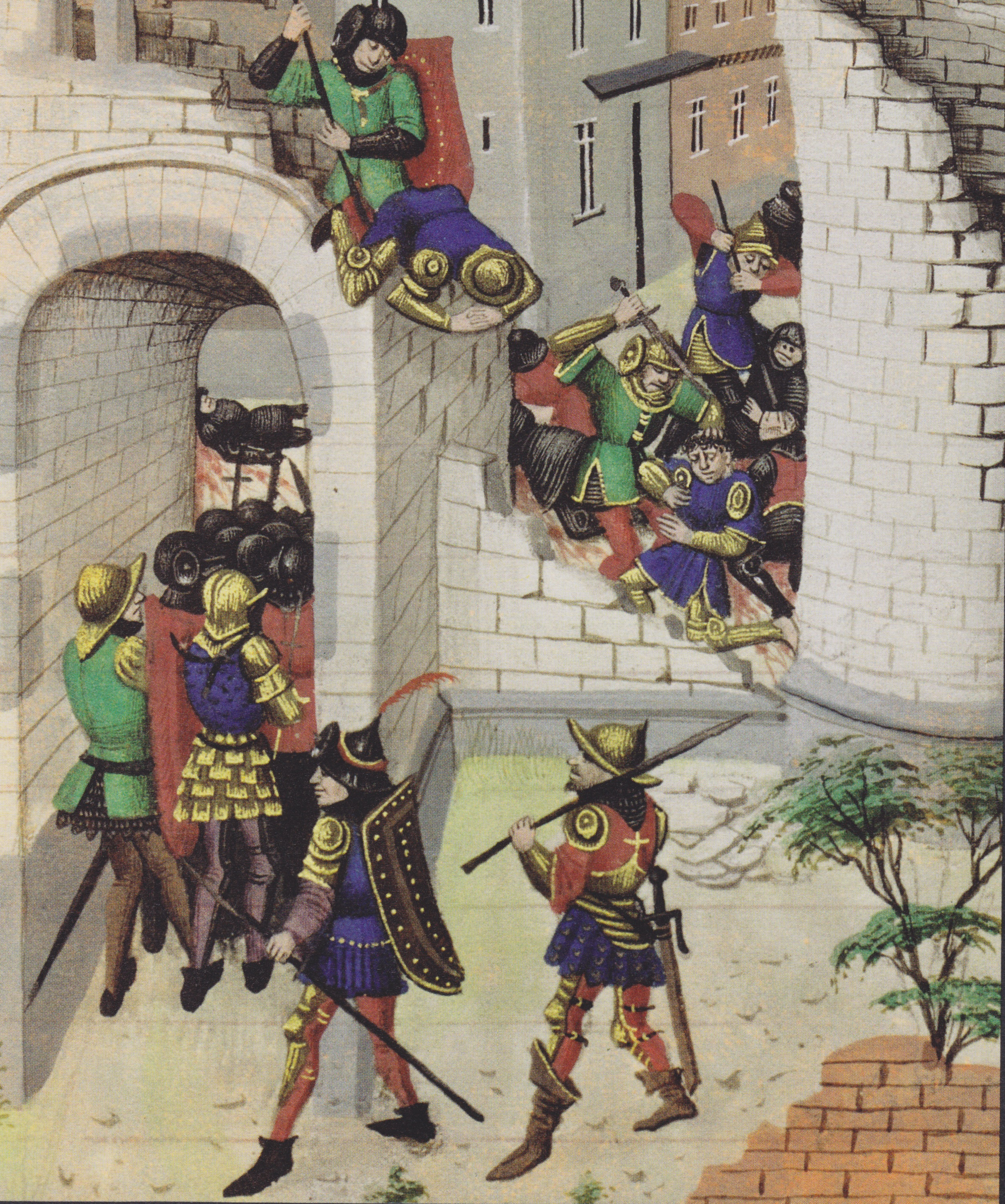
エルサレムの征服

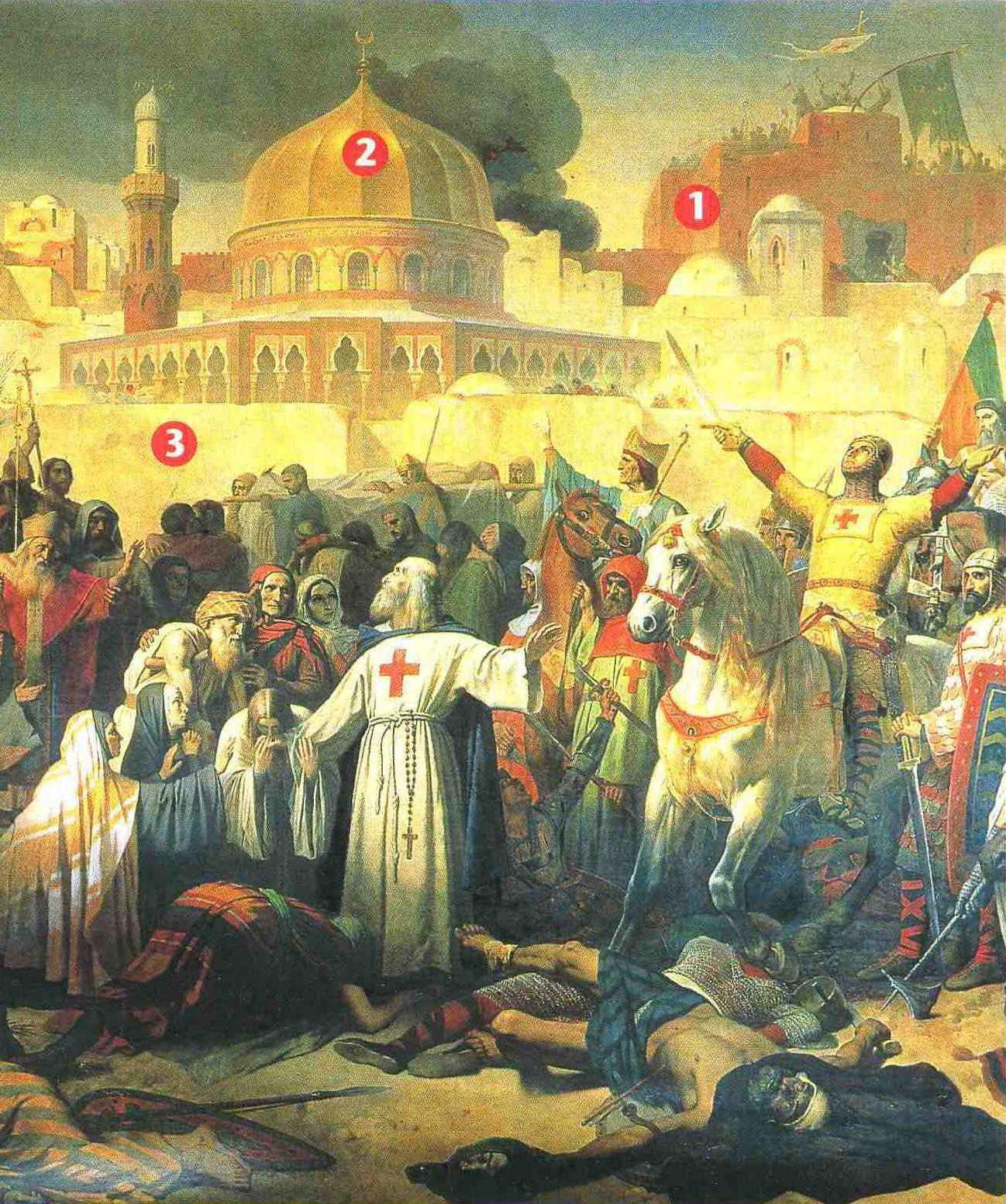
エルサレムの陥落。19世紀フランスの画家 Emil Signol による。1. は聖墳墓教会、2. は岩のドーム、3. は城壁。

ムスリムの市民の多くは、アル＝アクサー・モスク、岩のドーム、神殿の丘などに逃げた。『ゲスタ・フランコルム』は神殿の丘周辺についてしか述べていないが、次のように殺戮の様を描く。
…（われらの兵は）ソロモンの神殿でも殺して斬っていった。神殿ではあまりにも殺した数が多かったので、われらの兵は足首まで血に浸かって歩いた…
レーモン・ダジールも神殿の丘周辺についてしか言及していないが、こう書く。
ソロモンの神殿でもソロモンの玄関でも、騎馬の兵は膝や手綱まで血に浸かって歩いた。
これらは文字通りの描写ではなく、ヨハネの黙示録14章20節からの引用（血が馬のくつわにとどくほどになり…）が含まれている可能性がある。シャルトルのフーシェはボードゥワンとともにエデッサにおり、エルサレム攻囲戦を直接は目にしていないが、神殿の丘での出来事についてこう書く。
神殿では1万人が殺された。たしかに、もしそなたがそこにおれば、そなたは我らの足はくるぶしまで殺した者らの血の色になっているのを見たであろう。しかしこれ以上何を語るべきであろう。彼らのだれも生き残らなかった。女も子供も容赦はされなかった。
このような神殿の丘での殺戮は、時として市全体の人口の殺戮にまで膨らまされる場合もある。しかし神殿の丘以外での状況については大殺戮についての目撃証言は残っていない。『ゲスタ・フランコルム』によれば命を容赦された者もいたようである。
異教徒たちが打ち負かされると、われらの兵は大勢を捕らえた。男も女もおり、彼らの望みに応じて殺したり捕らえたままにしたりした。
後に書かれた別の文献では次のようにあり、神殿の丘以外でも殺戮のあったことが示唆されている。
（我らの指導者は）すさまじい悪臭のため、サラセン人の死体をすべて外へ捨てるよう命じた。全市が死体で埋め尽くされていたためである。生き残ったサラセン人は死体を市門の出口の前まで引きずり、馬の死体かのように積み上げた。誰も異教徒に対するこのような殺戮を見たことも聞いたこともなかった。死体の山々はピラミッドのように見え、死者の数は神のみぞ知ることであろう。しかしレーモンはエミールと、共にいた者たちについては、アスカロンへ無傷で逃げることを許した。
その場にいたレーモン・ダジールも、ダビデの塔に立て篭もっていた者らにレーモンが降伏を薦め、保護したことを書いている。これらの者たちは、司令官イフティハールらとともにアスカロンへ退去することができた。ムスリムの歴史家イブン・アル＝アシールも、エルサレムが陥落し略奪を受けている最中のこの出来事について書いている。
ムスリムの一団はミフラブ・ダウード（ダビデの塔）に立て篭もって数日間戦った。彼らは降伏の代わりに命は許された。フランクたちは約束を守り、夜にアスカロンへ出発させた。
カイロ・ゲニザの一つは、このときにユダヤ人の住民の一部がイフティハール・アッ＝ダウラらとともにアスカロンへ脱出したことを伝えている。
タンクレードは神殿の丘地区を自らの管理下とし、その場のムスリムの命を救ったと主張している。彼はモスクの屋根に逃れたムスリムらの安全を保証するため、持っていた軍旗を彼らに渡したという。しかし、他の十字軍の兵士らが結局彼らを殺すことを止めることはできなかった。

### ユダヤ人

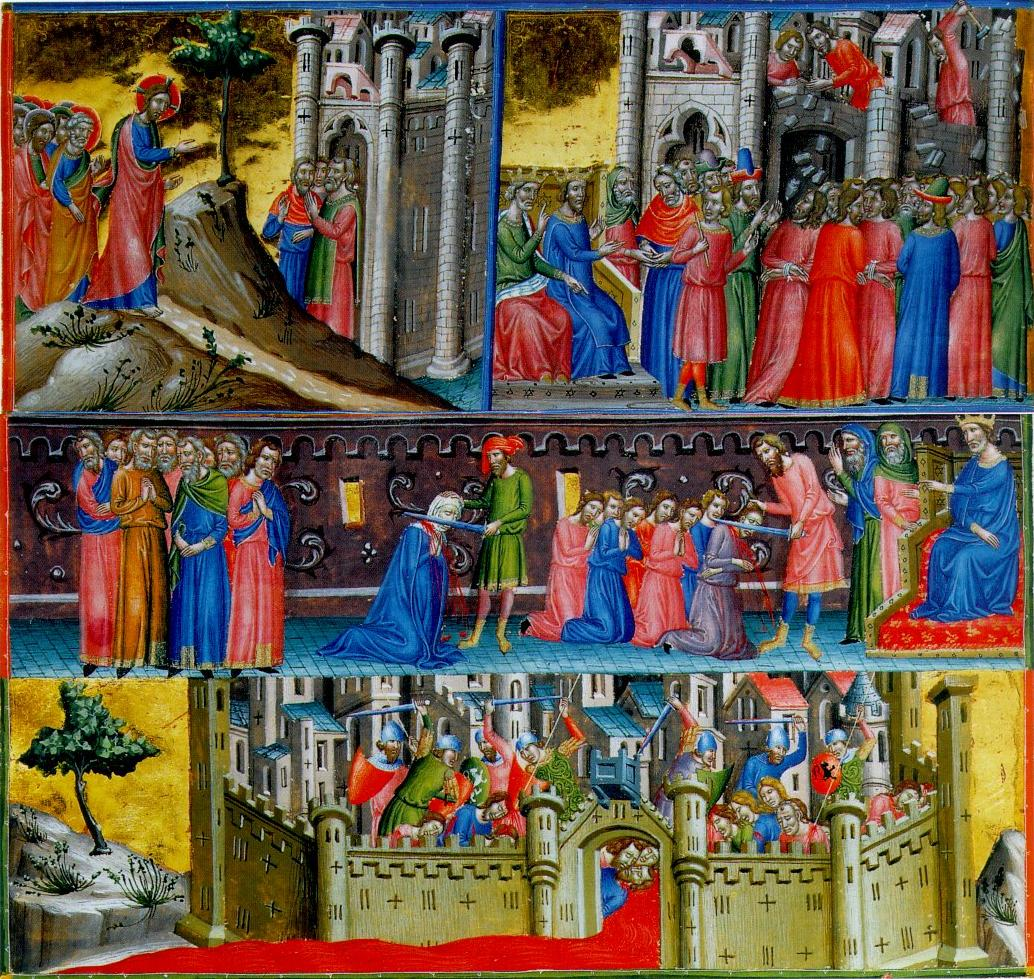
1200年頃にイギリスで描かれ14世紀にスペインで写された写本挿絵。上段はエルサレムのイエスと神殿の破壊、中段は主の敵によって斬首されるユダヤ人、下段はエルサレムを血の海にして復讐を遂げる十字軍。

ダマスカスの年代記作者イブン・アル＝カラーニシ（Ibn al-Qalanisi、1070年-1160年）によれば、ユダヤ人の守備隊や市民はシナゴーグに逃げたが、フランク（西洋人）が建物ごと火を放ち、中の全員を焼き殺したという。ある目撃者は、十字軍は燃え上がるシナゴーグを取り囲みながら「キリストよそなたをたたえる、そなたは我が光、我が導き、我が愛」と歌を歌ったという。
先に述べたとおり、カイロ・ゲニーザーの古文書には、エルサレムを逃れることを許されたユダヤ人が出した援助を求める手紙があるため、必ずしもユダヤ人が皆殺しにあったと言えるわけではないが、同じ手紙の中には十字軍による包囲戦の際にユダヤ人に対するこのような虐殺があったことを伝えている。

### 東方正教徒

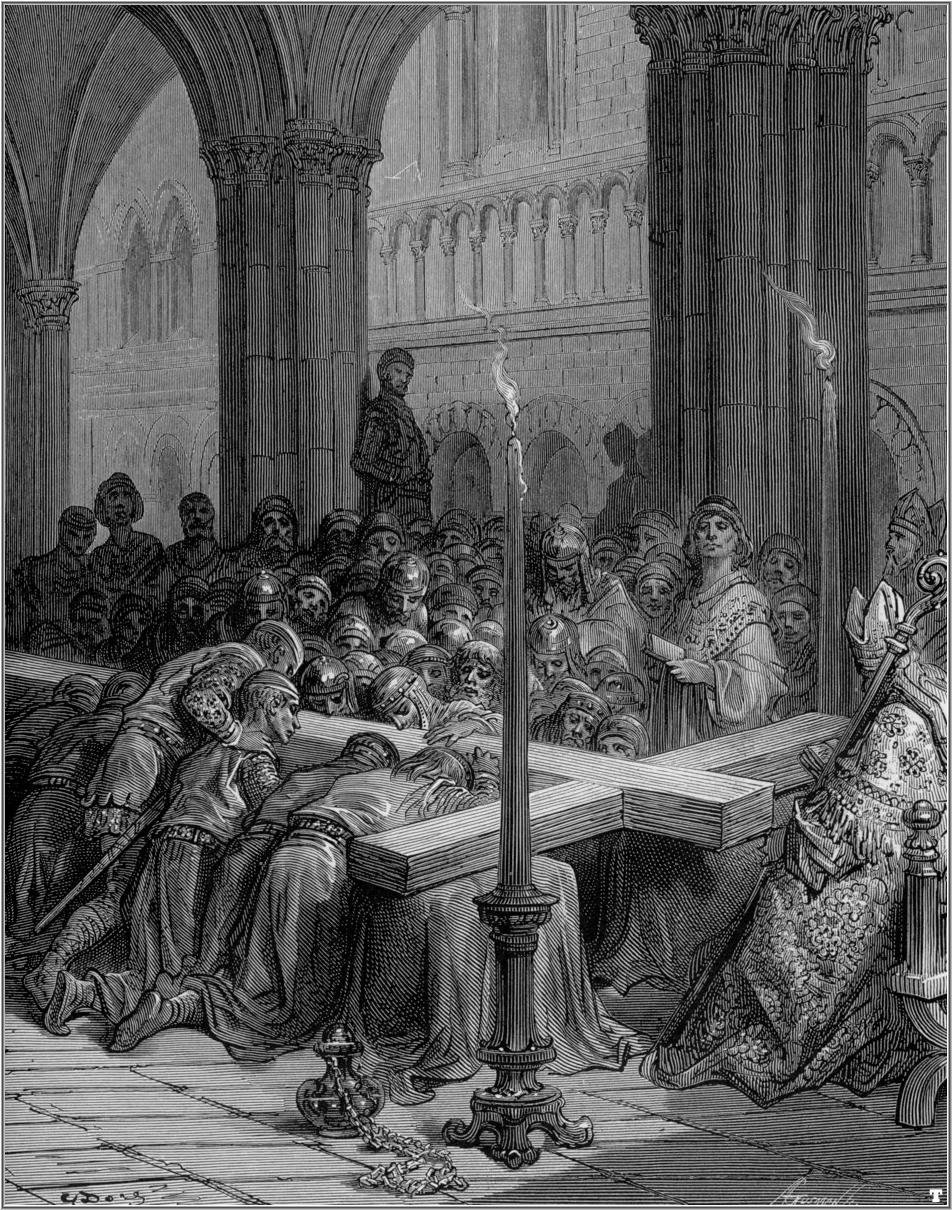
「真の十字架」の発見

エルサレム陥落後、まず聖墳墓教会にいた正教会はじめ東方教会各派（グルジア正教会、アルメニア正教会、コプト正教会、シリア正教会）の主教がすべて追放された。彼らの共存はムスリム支配者の下でも許されていただけに、東方教会から十字軍への反発は強く、聖十字架（「真の十字架」）などの聖遺物のありかを明らかにしないなどの抵抗を行った。しかし十字軍による正教徒への拷問の末、真の十字架は十字軍に奪われ、以後その管理下に置かれることになった。
陥落後のエルサレムで正教徒が殺戮されたことを述べている目撃者の証言というものは見当たらず、正教徒の書いた年代記（たとえばエデッサのマチュー、アンナ・コムネナ、シリアのミカエルなど）にも同様の記述はない。シリアの年代記は、十字軍による包囲前にキリスト教徒がエルサレムを追放された話が書かれている。
『ゲスタ・フランコルム』には、エルサレム陥落から2週間半後の8月9日水曜日の出来事が書かれている。ここでは、隠者ピエールが、ギリシャとラテンのすべての聖職者に対して、聖墳墓教会で感謝の行進を行おうと呼びかけたとある。1100年11月、シャルトルのフーシェがボードゥワンとともにエルサレムを訪れた際、ギリシャ正教会やシリア正教会双方の聖職者から歓待を受けたとある。

## その後
虐殺が終わると、7月22日、ゴドフロワ・ド・ブイヨンは「アドヴォカトゥス・サンクティ・セプルクリ」（Advocatus Sancti Sepulchri, 聖墳墓守護者）となった。彼はキリストの死んだ場所で「王」となることをよしとせず、「キリストがいばらの冠をかぶせられた場所で、金の冠をかぶるのは断る」と言い、このような称号を名乗ることになった。レーモンもどのような称号を得ることも拒んだため、ゴドフロワはレーモンにダビデの塔の支配権をあきらめるよう説得した。レーモンはこの後巡礼に出かけてエルサレムを空け、その間の8月1日、アルヌールが最初のカトリック系のエルサレム総司教となった（レーモンはペトルス・バルトロメオを支持していたため、アルヌールの総司教就任については反対であった）。8月5日、アルヌールは「真の十字架」を手に入れることになる。
ゴドフロワは軍を率い、真の十字架を先頭に立てて、エルサレムに迫るファーティマ朝の軍隊との戦いに挑んだ。ファーティマ朝軍は、エルサレム救援に出発したものの、その陥落の時点ではまだシナイ半島を横断中であった。8月12日、ゴドフロワはアスカロンの戦いでファーティマ朝軍と衝突し、完膚なきまでに打ち破った。
しかしこの戦いののち、十字軍の大半はエルサレムへの巡礼という大目的を果たしたことに満足し、数100人ほどのわずかな騎士を除いてその大半が故国に戻り始めた。このわずかな騎士たちが、エルサレム王国をはじめとする十字軍国家をレバントに確立することになる。
一方アスカロンの戦いの直後、ダマスカスのカーディー（法官）であったアブー・サアド・アル＝ハラウィらは、難民を引き連れてイスラム世界の中心地でアッバース朝カリフの座所でもあるバグダードに到達した。8月19日金曜日には、彼らは金曜礼拝の行われているモスクで、ラマダーンであるにもかかわらず飲食を始めた。彼は怒って押し寄せた群衆に、聖地が破壊されムスリムが多数殺されたことに無関心なのにどうして断食破りごときで騒ぐのかと問いかけ、十字軍の惨害を語って聴衆を沈黙させ涙させたという。しかしアッバース朝のカリフ・ムスタズヒルも、事実上の支配者である大セルジューク朝スルタンのバルキヤールクもアル＝ハラウィらの訴えに反応を示さなかった。繊細なムスタズヒルは後宮で歓楽に溺れ、バルキヤールクはバグダードを空けてセルジュークの故地であるイラン北部で実弟ムハンマド・タパルと戦っている最中であった。1099年から1101年までの間、バルキヤールクとムハンマドはバグダードの争奪を繰り返した。このような兄弟喧嘩で大セルジューク朝が機能不全に陥っている間、レバントに留まったわずかな数の十字軍が着々と十字軍国家の足場を固めていった。
エルサレムの戦いは、西洋ではすぐさま伝説化している。12世紀初頭には武勲詩の題材となり、『エルサレムの歌』（Chanson de Jérusalem）などは大いに人気を博した。